# 纳赛尔·沙兹利
納賽爾·沙兹利（法語：Nacer Chadli；1989年8月2日—），是一位有摩洛哥血統的比利時足球運動員，司職邊锋，現效力於土超球會巴沙克舒希，同時亦代表比利時國家足球隊作賽。有時亦可以擔任影子前鋒。

## 國家隊生涯
查迪利入選了2018 世界盃，但大多數時間都在於後備上。在比利時對陣日本時，下半場入替揚尼克·卡拉斯科，並在補時階段攻入一球，助比利時絕殺日本晉級。